# Coelotes mediocris
Coelotes mediocris är en spindelart som beskrevs av Kulczynski 1887. Coelotes mediocris ingår i släktet Coelotes och familjen mörkerspindlar. Inga underarter finns listade i Catalogue of Life.